# Btw in België

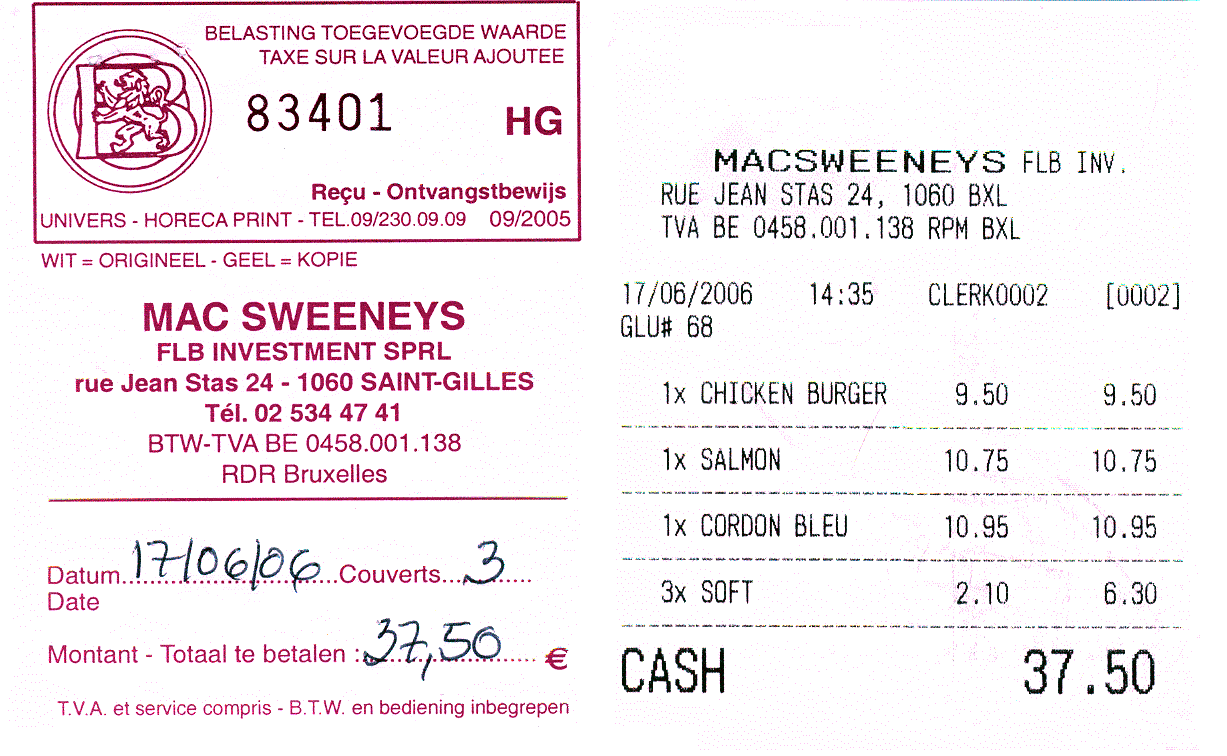
Ontvangstbewijs

Btw (belasting over de toegevoegde waarde) of omzetbelasting is een indirecte verbruiksbelasting (belasting op consumptie) die de overheid heft op de verkoop van producten of diensten. In België bestaat de btw sinds 1 januari 1971. Het wetboek definieert in het eerste artikel btw als belasting over de toegevoegde waarde (en niet belasting op de toegevoegde waarde, zoals in spreektaal gebruikelijker is) en gebruikt de afkorting BTW (hoofdletters zonder puntjes). De Franstalige versie van het wetboek spreekt van TVA (opnieuw hoofdletters zonder puntjes), oftewel taxe sur la valeur ajoutée. De term omzetbelasting komt na het eerste artikel nauwelijks in het wetboek voor, noch wordt die in Vlaanderen frequent in spreektaal of in vakliteratuur gebruikt.
Omdat het doel een eindbelasting is voor de consument, omdat iedere onderneming die de producten oplevert de inkomende (ontvangen) en uitgaande (betaalde) btw verrekent met de overheid, is de term omzetbelasting eigenlijk totaal verkeerd gekozen. Het zou eigenlijk moeten worden benoemd als een consumentenbelasting, omdat ondernemingen netto geen btw betalen.
De btw is een indirecte belasting omdat de persoon die de belasting economisch draagt, vaak niet de persoon is die de belasting overmaakt aan de overheid. Een consument die een wafel koopt in een supermarkt, zal zo btw betalen aan de verkoper, maar het is de verkoper en niet de koper die de btw doorstort aan de overheid.

## Belastingplichtige
Iedere onderneming die op regelmatige basis als economische activiteit goederen levert of diensten verstrekt is btw-plichtig (Btw-Wetboek art. 4). Bepaalde socio-culturele, financiële en medische verrichtingen zijn vrijgesteld van btw. Ook kleine ondernemingen (d.w.z. een jaaromzet kleiner dan € 25 000) kunnen een vrijstelling aanvragen. Elke belastingplichtige wordt geïdentificeerd aan de hand van het btw-nummer, dat bestaat uit het voorvoegsel ‘BTW BE’, gevolgd door het 10-cijferige ondernemingsnummer.

## Tarieven
De btw-tarieven worden geregeld door het Koninklijk besluit nr. 20.
De btw-tarieven in België zijn:
- voor de goederen en diensten opgesomd in tabel A: 6%	 Basisproducten, diensten met een sociaal karakter (b.v. brood, treinreizen)
- voor de goederen en diensten opgesomd in tabel B: 12%	Goederen en geleverde diensten die vanuit economisch of sociaal oogpunt belangrijk zijn	(b.v. kolen, vrachtwagenvervoer)
- voor de goederen en diensten opgesomd in tabel C van KB nr. 20: 0%	 Dag- en weekbladen die minstens 48 keer per jaar verschijnen, recuperatiestoffen en -producten (b.v. kranten, gerecycleerd papier)
- 21%	alles wat niet bij de voorgaande categorieën werd vermeld (hoofdzakelijk luxeproducten, of wat daaronder wordt verstaan)

Merk op dat 0% feitelijk geen echt tarief is, maar wel een 'vrijstelling'. Volgens de Europese regelgeving wordt een nultarief niet voorzien. De Belgische overheid heeft gemeend dat b.v. dag- en weekbladen een essentieel deel vormen van de vrijheid van meningsuiting, de democratie en de algemene educatie.